# Estación de Bois-le-Roi
La estación de Bois-le-Roi es una estación ferroviaria francesa de la línea París - Marsella, situada en la comuna de Bois-le-Roi, en el departamento de Seine-et-Marne, al sudeste de la capital. Por ella transitan tanto trenes regionales como los trenes de cercanías de la línea R del Transilien.

## Historia
La estación fue realizada en 1849 por parte de la Compañía de Ferrocarriles París-Lyon-Mediterráneo. Es obra de François-Alexandre Cendrier, arquitecto que diseñó también otras estaciones de la misma compañía.
En 1938, la compañía fue absorbida por la recién creada SNCF. Desde 1997, explotación y titularidad se reparten entre la propia SNCF y la RFF. 

## Descripción
La estación se compone de dos andenes laterales y de dos vías. Un paso subterráneo permite cambiar de andén. Dispone de atención comercial de 6h a 19h todos los días y de máquinas expendedoras de billetes.

## Servicios ferroviarios

### Regionales
Los TER Borgoña enlazan las siguientes ciudades:
- Línea París - Laroche-Migennes.

### Cercanías
Los trenes de Línea R del Transilien circulan por la estación. 